# Joaquín José Queipo de Llano y Quiñones

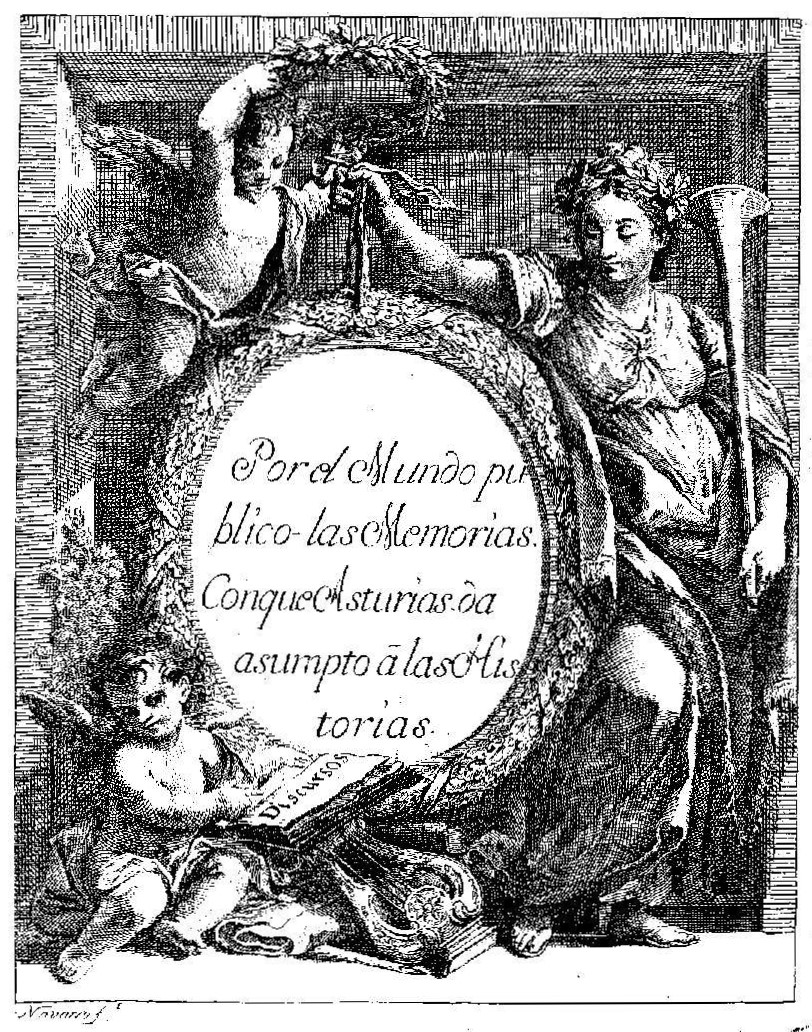
Frontispicio de los Discursos pronunciados en la Real Sociedad de Oviedo en los años de 1781 y 1783 por su promotor y socio el Conde de Toreno, Madrid, Ibarra, 1785. Grabado calcográfico firmado Navarro ft.

Joaquín José Queipo de Llano y Quiñones, V conde de Toreno, (Cangas de Tineo, Asturias, 31 de diciembre de 1727-22 de diciembre de 1805) fue un naturalista, poeta e historiador español de ideas ilustradas, que consagró sus esfuerzos al progreso material e intelectual de Asturias, su patria chica.

## Biografía
Nació en Cangas de Tineo el 31 de diciembre de 1727, fue bautizado en la Colegiata de Santa María Magdalena el 12 de enero siguiente y falleció en la misma villa el 22 de diciembre de 1805. Era hijo de Fernando Ignacio Queipo de Llano Doriga y Malleza, IV conde de Toreno, y de Bernarda de Quiñones Pimentel y Quijada, señora de Cerredo y Degaña.
El orden de sus nombres de pila era «Joaquín José», pero algunas fuentes modernas le nombran erróneamente «José Joaquín». Como escritor utilizó también los seudónimos de Cypariso, Silvio o Fileno.
Apasionado del estudio, adquirió una vasta cultura literaria y científica de forma autodidacta. A su curiosidad intelectual unía un espíritu práctico: le movía el afán de aplicar los avances científicos al desarrollo de la industria, particularmente a la minería. Fue socio de mérito de la Económica Matritense y en 1780 promovió la fundación de la de Asturias. En una y otra pronunció numerosas conferencias y presentó algunas memorias sobre mineralogía: algunos de estos trabajos fueron publicados en dos tomos. Reunió una notable colección de minerales; halló por primera vez en Asturias antimonio y amianto, y mantuvo correspondencia con otros naturalistas españoles y extranjeros. Según Constantino Suárez, el naturalista Vernet puso en su honor el nombre de Terebratula torena a una concha fósil.
Cultivó la amistad de los condes de Campomanes y Floridablanca, y de Gaspar Melchor de Jovellanos. Fue académico honorario de la Real de la Historia, y publicó bastantes obras poéticas.
El conde de Toreno era también alférez mayor del Principado de Asturias, oficio perpetuo concedido en 1636 por el rey Felipe IV a Álvaro Queipo de Llano y Valdés, su tatarabuelo. Como tal, en 1790 le cupo el honor de proclamar en Oviedo al nuevo rey Carlos IV. La escena está plasmada en un retrato pintado por Francisco Leopoldo Reiter y que le representa a caballo, tremolando el pendón. Este cuadro se conserva en Madrid, en la colección particular de los condes de Toreno, y puede verse en el Museo Virtual de Cangas del Narcea.
Casó en Oviedo el 28 de diciembre de 1754, en la iglesia de San Tirso el Real, con María Antonia Bernaldo de Quirós y Cienfuegos, hija de los marqueses de Campo Sagrado. De esta unión nacieron once hijos, entre los que destaca José Marcelino, VI conde de Toreno, académico honorario de la Historia como su padre, que en 1808 formó parte de la Junta Suprema y Soberana de Asturias y fue promovido por ella a mariscal de campo de los Ejércitos Nacionales.

## Obras
- Elogio de el P. Fr. Iñigo Buenaga de el orden de S. Benito. Manuscrito, 1782.
- Canto que en elogio de la brillante invención del globo aërostático y famosos viages aëreos executados por los célebres viageros franceses en los días 21 de voviembre y primero de diciembre de 1738. Madrid, 1784.
- Canción que con el plausible motivo de celebrar la villa de Tineo el ascenso del Ilustrísimo Señor Conde de Campomanes, al govierno de el Real y Supremo Consejo de Castilla. Oviedo, 1784.
- Discursos pronunciados en la Real Sociedad de Oviedo en los años de 1781 y 1783. Madrid, 1785.
- Las artes triunfantes en el coche de la serenisima princesa de Asturias: canto. Oviedo, 1786.
- Triunfo glorioso de la invicta mártir Santa Eulalia de Mérida, patrona del Principado de Asturias. Oviedo, 1787.
- Oda que en elogio del nacimiento, vida y muerte del glorioso patriarca San Joaquín, y santo de su nombre. Oviedo, 1787.
- Rasgos de valor, traición y hermosura. Semíramis reyna de Syria: compendio de su vida y nacimiento. Oviedo, 1788.
- Trágica escena, y dolorosa muerte de D. Blanca de Borbón, reyna de Castilla y muger del rey don Pedro. Oviedo, 1788.
- La muerte de Abel: poema moral que en cinco cantos en versos endecasilabos. Madrid, 1789.